# 로스 킹
로스 킹(영어: Ross King, 1961년 2월 25일~)은 캐나다의 언어학자이자 한국학자이다. 2008년 7월부터는 브리티시 컬럼비아 대학교 아시아학과의 학과장직을 맡고 있다.

## 생애
그는 한국 역사언어학, 한국 방언학, 한자권 문학의 연구자이며, 2022년에는 한국 성균관대학교에서 객원 연구원으로 1년을 재냈다.
그는 5·18 광주 민주화 운동 당시  처음 한국을 방문해 현지인들과 이야기를 나누며 한국어를 배웠다.
하버드 대학교에서 언어학을 전공하고 영어와 한국어로 책을 출판하기도 했다.
그는 한류의 성공을 활용하고 유지하기 위해 한국어의 국제 언어 학습에 대한 한국 민간 및 공공 투자의 확대를 추진하고 있다. 1999년에는 한국어 학교인 숲속의 호수(lit.  Lake in the Forest)를 설립했다. 그는 이후 국제 한국어학습 발전에 기여한 공로로 한국어학자 최현배(예명:외솔)의 이름을 딴 외솔상을 수상했다.